# 3749 Balam
3749 Balam eller 1982 BG1 är en asteroid upptäckt 24 januari 1982 av den amerikanske astronomen Edward L.G. Bowell vid Lowell Observatory, Anderson Mesa. Asteroiden har fått sitt namn efter den kanadensiske astronomen David D. Balam.
Den tillhör asteroidgruppen Flora.

## S/2002 (3749) 1
En måne med den provisoriska beteckningen S/2002 (3749) 1 upptäcktes 8 februari 2002 av William J. Merline med flera vid Mauna Kea. Diametern är 1,5 kilometer. Medelavståndet till Balam är 310±20 km med excentricitet 0,15±0,15. Omloppstiden är 110±25 dagar.

## En andra måne
Ytterligare en måne upptäcktes i samband med ljuskurvestudier under perioden juli-oktober 2007 av F. Marchis med flera. Månen tros vara 3 kilometer i diameter. Medelavståndet till huvudkroppen är cirka 20 km med en omloppstid på 33,38 timmar.